# 福景宮
福景宮，位於台灣台北市光復南路，為主祀福德正神之道教廟宇。該廟宇興建於1921年，為位於台北大安區的中型傳統建築廟宇。另外，該廟宇的組織型態為管理委員會制，祭典日期則是每年農曆之二月廿二及八月十二。

## 源起

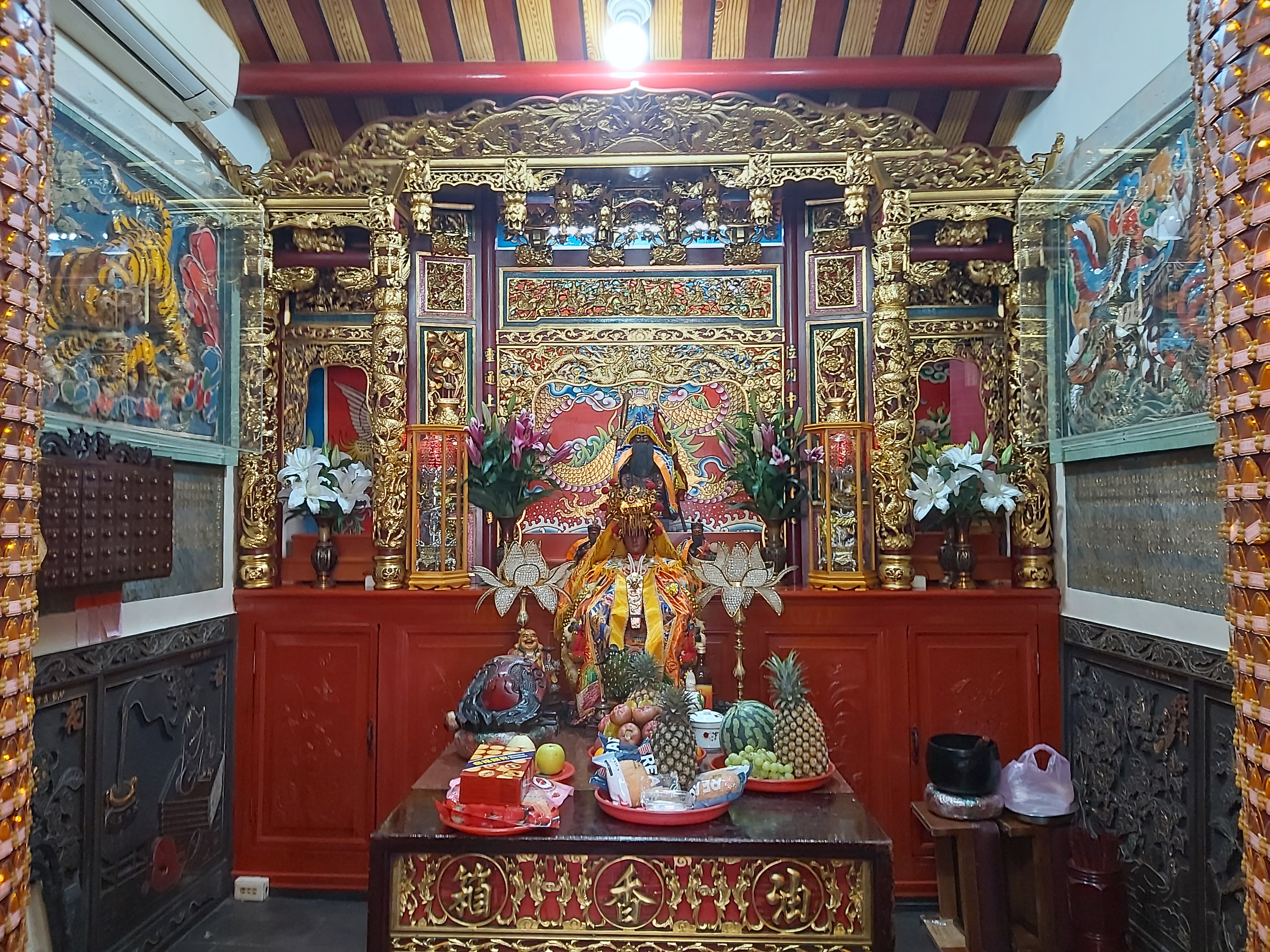
福景宮正殿

福景宮創建於台灣日治時期大正10年（西元1921年），為地方信仰中心，由先民劉良同發起興建。草創之初位於原瑠公圳灌溉範圍，被當地信眾譽為「顧水土地公」，又因鄰近灌溉支線「石景仔」小水門，獲名「石景仔土地公」。
民國41年（西元1952年），由石景里里長詹文漢發起改建，匯聚多名匠師的藝術作品，廟體始具規模。民國43年（西元1954年）臺北市政府闢建通化街，將商家集中於此構成新的商圈，原被視為農業神的「石景仔土地公」改變功能成為庇佑附近商家的商業神。
福景宮的廟地原由臺北市瑠公農田水利會持有，民國68年（西元1979年）地方仕紳與信眾熱心捐輸向水利會買下該地同時修繕廟貌，並於廟體兩旁擴建辦公區，以供廟方管理委員會與信眾活動中心使用。

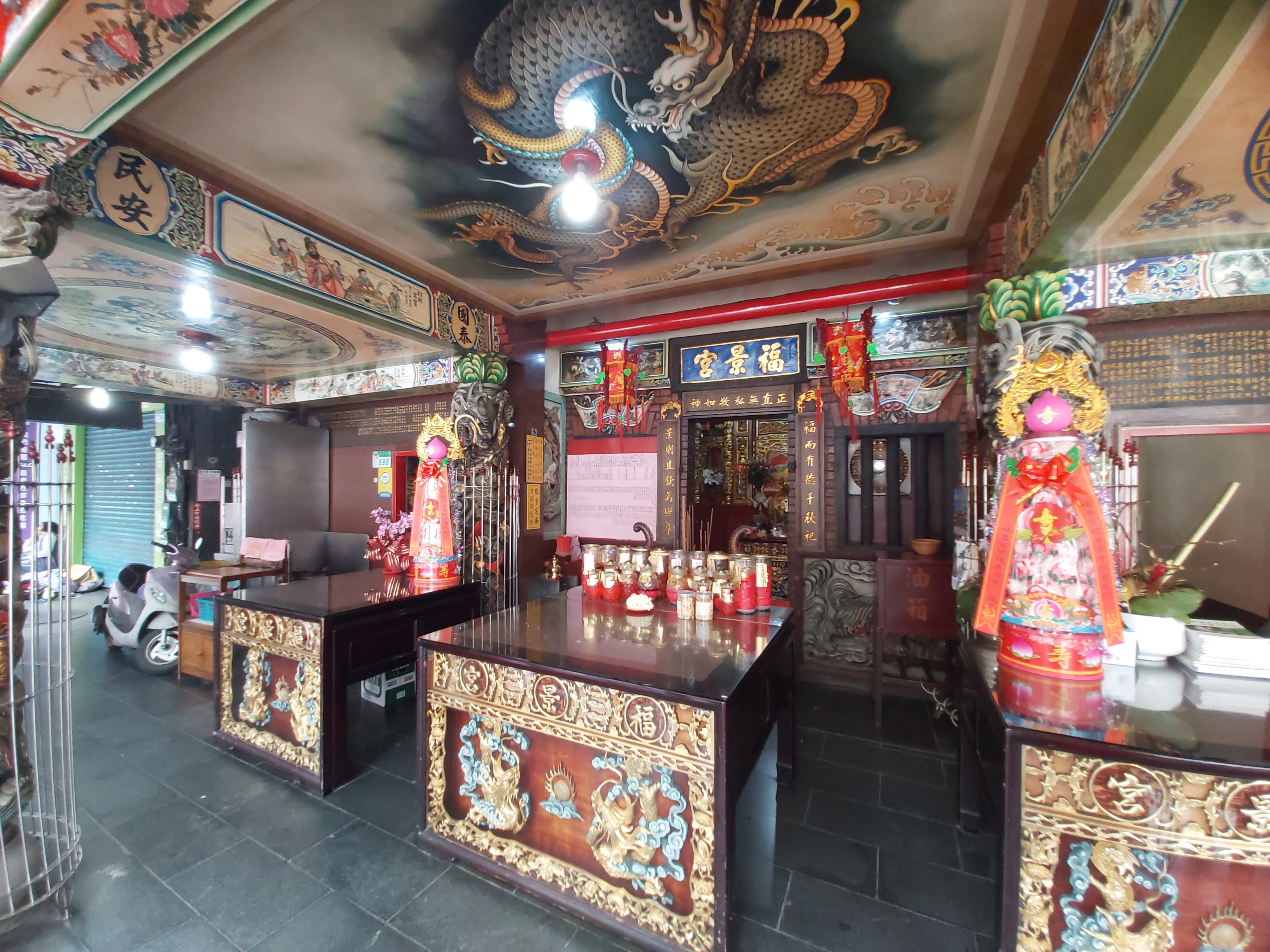
福景宮拜殿
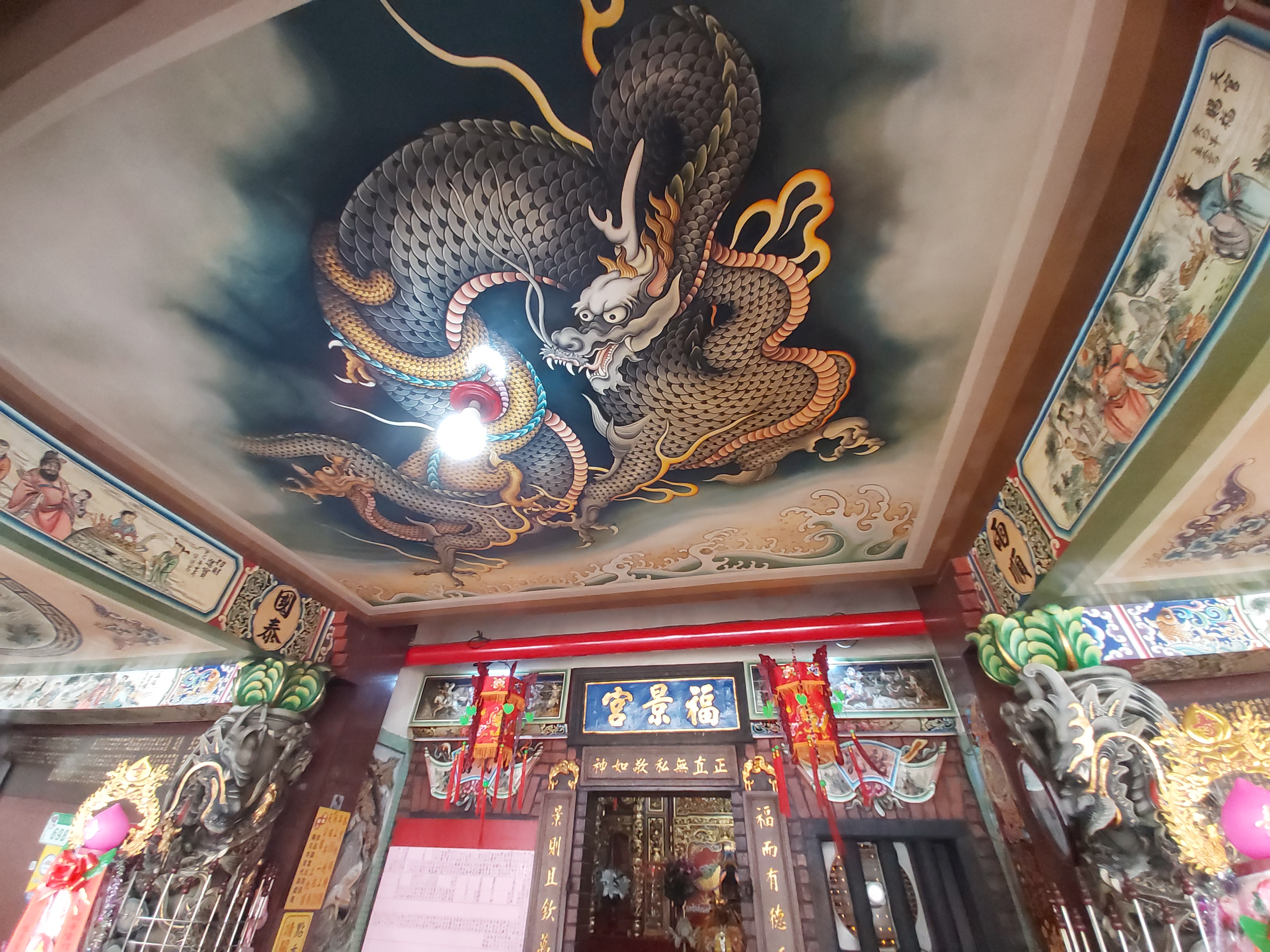
福景宮拜殿天花板
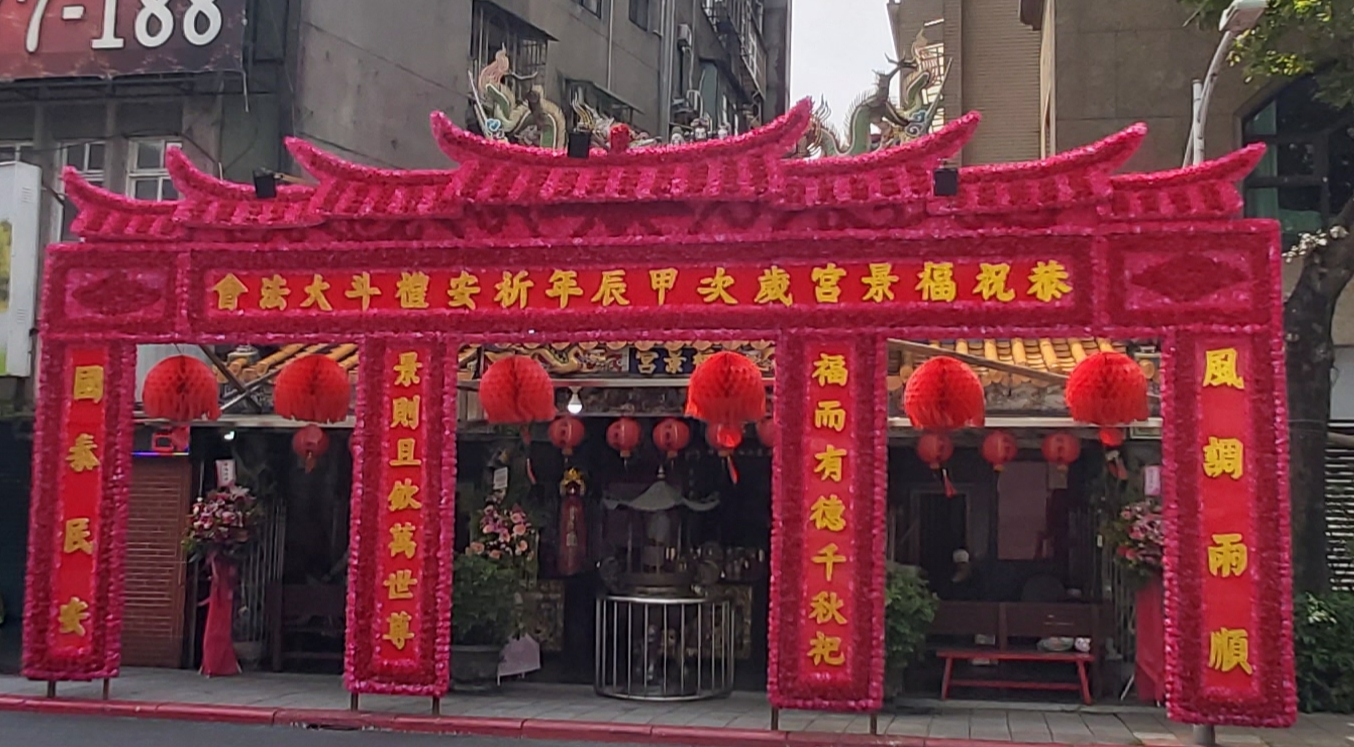
祭典期間的福景宮

## 祀神
福景宮主祀福德正神，另供奉多尊民間崇祀之土地公神像，以及觀音佛祖、關聖帝君、天上聖母等配祀神祇。

## 外部連結
- 福景宮沿革簡介 （页面存档备份，存于）
- 臺灣宗教文化地圖——臺北市福景宮 （页面存档备份，存于）